# Edward Uihlein
Edward Gustav Uihlein (* 19. Oktober 1845 in Wertheim; † 25. Januar 1921 in Chicago) war ein deutscher Unternehmer und Vizepräsident der Joseph Schlitz Brewing Company.

## Biographie
Edward Uihleins Eltern, Josef Benedikt Ühlein und Katharina Krug, betrieben in Wertheim das Gasthaus zur Krone, in dem er seit dem Kindesalter mithalf. Als Kind spielte er Violine und war Mitglied im Kirchenchor. Mit 15 Jahren beendete er seine Schullaufbahn und begann eine Kaufmannslehre in Miltenberg.
Im Jahr 1864 begleitete Uihlein die Uhrig-Familie und emigrierte in die USA. Dort arbeitete er zunächst in einem Warenlager in St. Louis. Nach knapp einem Jahr wurde er von der Kruz & Hofmeister Brewery als Buchhalter angestellt. Zwei weitere Jahre später zog er nach Chicago und stieg in das Öl- und Wagenersatzteilgeschäft ein.
1872 wurde er General Agent der Joseph Schlitz Brewing Company, für die auch seine Brüder August, Alfred und Henry tätig waren. Später übernahm Uihlein den Posten als Vizepräsident der Schlitz-Brauerei.
Um die Jahrhundertwende war Uihlein für den Ausbau brauereigebundener Gaststätten verantwortlich. Er konzentrierte sich dabei auf deutsche Stadtviertel. Ein charakteristisches Merkmal der Schlitz-Pubs war das in Stein geschlagene Logo der Schlitz-Brauerei.
Neben seiner Tätigkeit für die Schlitz-Brauerei interessierte sich Uihlein für Landschaftsarchitektur. Er war Mitglied der Chicago Park Commission und trieb den Ausbau der städtischen Parks voran. Darüber hinaus war er ein Weltenbummler und Sammler seltener tropischer Pflanzen. Er war Vizepräsident der Chicago Horticultural Society und Präsident der German Men’s Choral Society.
Edward Uihlein liegt auf dem German Waldheim Cemetery in Forest Park begraben.

## Familie
Edward Uihlein heiratete am 29. Januar 1875 Augusta Manns. Aus der Ehe gingen sechs Kinder hervor:
- Clara (* 1876; † 1956)
- Edgar J. (* 1877; † 1956)
- Ella (* 1886; † 28. Juli 1960)
- Richard (* 1880; † 1884)
- Olga (* 1875; † 1971)
- Melita (* 1893; † 1919)

## Sonstiges
In Wertheim ist die Edward-Uihlein-Schule – Bildungs- und Beratungszentrum mit dem Förderschwerpunkt Lernen nach ihm benannt.